# Louis Guillaume Le Monnier
Louis Guillaume Le Monnier (oder Lemonnier, * 27. Juni 1717 in Paris; † 7. September 1799 in Versailles) war ein französischer Arzt, Botaniker, Mykologe und Enzyklopädist. Sein botanisch-mykologisches Autorenkürzel lautet „Le Monn.“.

## Leben und Wirken
Louis Guillaume Le Monnier war der Sohn des französischen Philosophen und Mathematikers Pierre Le Monnier (1675–1757), seines Zeichens Professor am Collège d'Harcourt und Mitglied Académie des sciences, sowie seiner Ehefrau, der M. Louise Gaillard (ca. 1690–ca. 1755). Sein Bruder war der Astronom und Mathematiker Pierre Charles Le Monnier.
Le Monnier arbeitete in den Bereichen der Physik, der Geologie, der Botanik und der Medizin. Er studierte Medizin an der Universität von Paris und beendete sein Studium am 17. Oktober 1740. Die Titel seiner Dissertationen lauteten Quaestio medica. An in macilentis liberior quam in obesis circulatio? (1740), eine weitere Quaestio medica. An musculorum momentum a longitudine & dispositique fibrarum. (1749).
Schon ab dem Jahre 1738 praktizierte er in einem Krankenhaus in Saint-Germain-en-Laye als Arzt. Im Jahre 1739 begleitete er die Expedition von César François Cassini de Thury und Nicolas Louis de Lacaille, um den geographischen Meridian von Paris zu dokumentieren.
Er führte elektrophysikalische Versuche durch, so ließ er etwa elektrischen Strom, der durch eine Leidener Flasche erzeugt wurde, durch ein Kabel mit etwa 1850 Meter Länge transportieren. Er bewies damit, dass sich elektrischer Strom über einen Leiter transportieren lässt.
Le Monnier wurde 1759 Professor für Botanik am Jardin du Roi. Ab dem Jahre 1761 wurde er in der Funktion als Leibarzt von König Ludwig XV. bestallt, zunächst nur als Premier médecin ordinaire du Roi (1770) und später sogar als Premier médecin du Roi (1789). 1786 trat er die Nachfolge von René Desfontaines als Professor für Botanik am Collège de France an. Seit 1773 war er mit M. Ursule Durant Demonville (ca. 1740–1793) verheiratet und hatte mit ihr die Tochter Louise Adèle Le Monnier (ca. * 1778).
Neben selbstständig veröffentlichten Publikationen trug er auch mit fünf Artikel zur Encyclopédie unter der Ägide von Denis Diderot und Jean-Baptiste le Rond d’Alembert bei, einschließlich der Artikel über den Magneten, aimant, den elektrischen Strom, électricité und die elektrischen Entladungen, feu électrique.
1743 wurde Le Monnier in die Académie des sciences aufgenommen. Im Jahre 1745 fand er Eintritt als Fellow of the Royal Society. Seit 1746 war er auswärtiges Mitglied der Preußischen Akademie der Wissenschaften.

## Schriften (Auswahl)
- Leçons de physique expérimentale, sur l’équilibre des liqueurs et sur la nature et les propriétés de l’air. 1742.
- Observations d’histoire naturelle, faites dans les provinces méridionales de la France pendant l’année MDCCXXXIX. In: César François Cassini de Thury (Hrsg.): La méridienne de L’observatoire royal de Paris, vérifiée dans toute l’étendue du Royaume par de nouvelles observations. Paris 1744, 3. Teil, S. CXI-CCXXXVI (Digitalisat).
- Recherches sur la Communication de l’Electricité. 1746.
- Observations sur l’Electricité de l’Air. 1752
- Quaestio medica. An musculorum momentum a longitudine & dispositique fibrarum. Quillau, Paris 1749.
- Quaestio medica … An in macilentis liberior quam in obesis circulatio?  Paris 1740.